# Brent Goulet
Brent Goulet (Cavalier, Dakota del Norte, 19 de junio de 1964) es un exfutbolista estadounidense. Desde 2004 hasta el 2008, se desempeñó como entrenador del club alemán de Tercera División, SV Elversberg.

## Selección nacional
Goulet fue parte del equipo olímpico que compitió en los Juegos Olímpicos de Seúl de 1988.
Al año siguiente disputó la Copa Mundial de 1989 como miembro de la selección de fútbol sala de los Estados Unidos.

## Clubes

### Como jugador
| Club                    | País           | Año       |
| ----------------------- | -------------- | --------- |
| FC Portland             | Estados Unidos | 1986-1987 |
| AFC Bournemouth         | Inglaterra     | 1987-1988 |
| Crewe Alexandra F.C.    | Inglaterra     | 1988      |
| Seattle Storm (soccer)  | Estados Unidos | 1989      |
| Tacoma Stars            | Estados Unidos | 1989      |
| Bonner SC               | Alemania       | 1990-1992 |
| Tennis Borussia Berlin  | Alemania       | 1992-1994 |
| Bonner SC               | Alemania       | 1994-1995 |
| Rot-Weiss Oberhausen    | Alemania       | 1995-1996 |
| Wuppertaler SV Borussia | Alemania       | 1996-1998 |
| SV Elversberg           | Alemania       | 1998-2001 |

### Como entrenador
| Club          | País     | Año       |
| ------------- | -------- | --------- |
| SV Elversberg | Alemania | 2004-2008 |